# Saint-Jean-Lasseille
Saint-Jean-Lasseille é uma comuna francesa na região administrativa da Occitânia, no departamento dos Pirenéus Orientais. Estende-se por uma área de 2.89 km², com 1.541 habitantes, segundo o censo de 2018, com uma densidade de 530 hab/km².